# Сельское поселение «Казаковское» (Забайкальский край)
Се́льское поселе́ние «Казаковское» — муниципальное образование в Балейском районе Забайкальского края Российской Федерации.
Административный центр — село Казаковский Промысел.

## История
Статус и границы сельского поселения установлены Законом Читинской области от 19 мая 2004 года «Об установлении границ, наименований вновь образованных муниципальных образований и наделении их статусом сельского, городского поселения в Читинской области».

## Население
| 2010 | 2011 | 2012 | 2013 | 2014 | 2015 | 2016 |
| ---- | ---- | ---- | ---- | ---- | ---- | ---- |
| 862  | ↘857 | ↘842 | ↘832 | ↘811 | ↘806 | ↗811 |
| 2017 | 2018 | 2019 | 2020 | 2021 |      |      |
| ↘805 | ↗807 | ↘788 | ↘766 | ↘614 |      |      |

## Состав сельского поселения
| № | Населённый пункт     | Тип населённого пункта       | Население |
| - | -------------------- | ---------------------------- | --------- |
| 1 | Большое Казаково     | село                         | ↘113      |
| 2 | Казаковский Промысел | село, административный центр | ↘639      |